# Маунт-Оберн (цвинтар)
Цвинтар «Маунт-Оберн» (англ. Mount Auburn Cemetery) — ландшафтний цвинтар в Кембриджі, округ Міддлсекс, штату Массачусетс, США, на території якого поховані відомі американці. Нині цвинтар нараховує 93 000 могил.
Цвинтар знаходиться між містами Кембридж та Вотертаун, штат Массачусетс, у 6,4 км. на схід від Бостона.

## Історія
Історія цвинтаря налічує вже більше півтора століть. Було задумане як тихий і мальовничий куточок, куди мешканці Бостона і Кембриджа могли б приходити провідувати покійних близьких. «Маунт-Оберн» перший цвинтар у США, створений Джейкобом Бігелоу за всіма правилами ландшафтного дизайну.

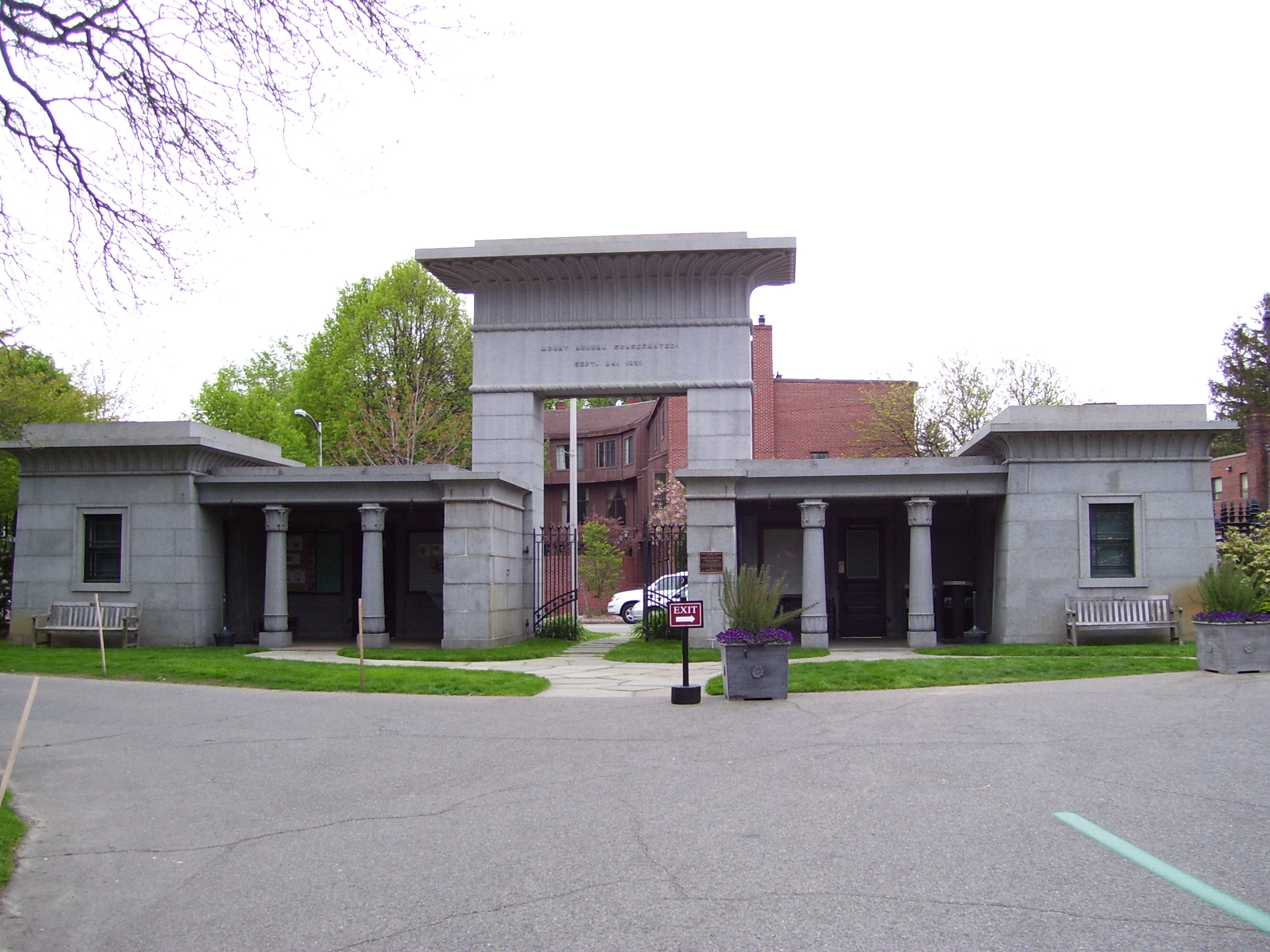
Вхід на цвинтар

При створенні, на початковий проект великий вплив зробив відомий цвинтар Пер-Лашез (фр. Pere-Lachaise Cemetery) в Парижі, крім того, деякі ідеї були запозичені з Англії. Будучи створеним в природному ландшафті, всі ці запозичення привели до виникнення «сільського цвинтара». У ландшафті представлені кілька різних стилів, від вікторіанських насаджень та канонічних декоративних садів до дикорослих лісових масивів та сучасних садів. Тут зібрані рослини зі всього світу. На території цвинтаря міститься колекція з більш ніж 5000 дерев, які представляють близько 700 видів та різновидів. Найбільше тих, які добре ростуть у помірному північному кліматі.
Цвинтар відомий своїми архітектурними пам'ятками, а також незвичайними надгробками. На цвинтарі представлена архітектура XIX століття, в тому числі каплиці, ворота та вежі. У невеличкій каплиці знаходиться музей цвинтаря-парку «Маунт-Оберн». Цвинтарю надали статус «Національної історичної пам'ятки» 21 квітня 1975 року.

## Відомі особистості, які поховані на цвинтарі
На цвинтаі «Маунт-Оберн» поховано багато відомих американців. Серед них є політики, адвокати, письменники, журналісти, релігійні лідери.
- Бараньчак Станіслав (пол. Stanisław Barańczak) (1946 — 2014) — польський поет, літературний критик, перекладач поезії;
- Бернард Маламуд (англ. Bernard Malamud) (1914 — 1986) — єврейський письменник;
- Генрі Лонгфелло (англ. Henry Longfellow) (1807 — 1882) — американський поет;
- Джеймс Воллес Блек (англ. J.W. Black) (1825 — 1896) — американський фотограф;
- Алван Кларк (англ. Alvan Clark) (1804 — 1887) — американський конструктор-оптик та астроном;
- Річард Бакмінстер Фуллер (англ. Richard Buckminster Fuller) (1895 — 1983) — американський архітектор, дизайнер, інженер винахідник, філософ-футурист;
- Ґрей Ейза (англ. Asa Gray;) (1810 — 1888) — американський ботанік XIX століття;
- Олівер Венделл Голмс старший (англ. Oliver Wendell Holmes, Sr.) (1809 — 1894) — лікар, доктор медичних наук, професор анатомії та фізіології у Гарварді;
- Вінслов Гомер (англ. Winslow Homer) (1836 — 1910) — засновник реалістичного живопису Сполучених Штатах;
- Едвін Герберт Ленд (англ. Edwin Herbert Land) (1909 — 1991) — американський вчений і винахідник, відомий як засновник корпорації Polaroid;
- Авраам Маслов (англ. Abraham Maslow) (1908 — 1970) — американський психолог, засновник гуманістичної психології;
- Вільям Т. Мортон (англ. Morton William Thomas Green) (1819 — 1868) — американський стоматолог та хірург;
- Роберт Нозік (англ. Robert Nozick) (1938 — 2002) — американський філософ російсько-єврейського походження ідеолог класичного лібералізму, професор Гарвардського університету;
- Френсіс Сарджент Осґуд (англ. Frances Sargent Osgood) (1811 — 1850) — американська поетеса, одна з найвідоміших у світі літератури жінок свого часу
- Джон Роулз (англ. John Rawls) (1921 — 2002) — американський філософ, основоположник ліберально-державницької концепції внутрішнього і міжнародного права;
- Енн Ревір (англ. Anne Revere) (1903 — 1990) — американська акторка, володарка премій «Оскар» та «Тоні»;
- Джуліан Швінґер (англ. Julian Schwinger) (1918 — 1994) — американський фізик-теоретик, лауреат Нобелівської премії з фізики 1965 року
- Беррес Фредерік Скіннер (англ. Burrhus Frederic Skinner) (1990 — 1904) — американський психолог, винахідник і письменник;
- Емі Лоуелл (англ. Amy Lawrence Lowell) (9 лютого 1874 – 12 травня 1925) — американська поетеса імажинської школи, отримала Пулітцерівську премію за поезію в 1926 році;

## Світлини

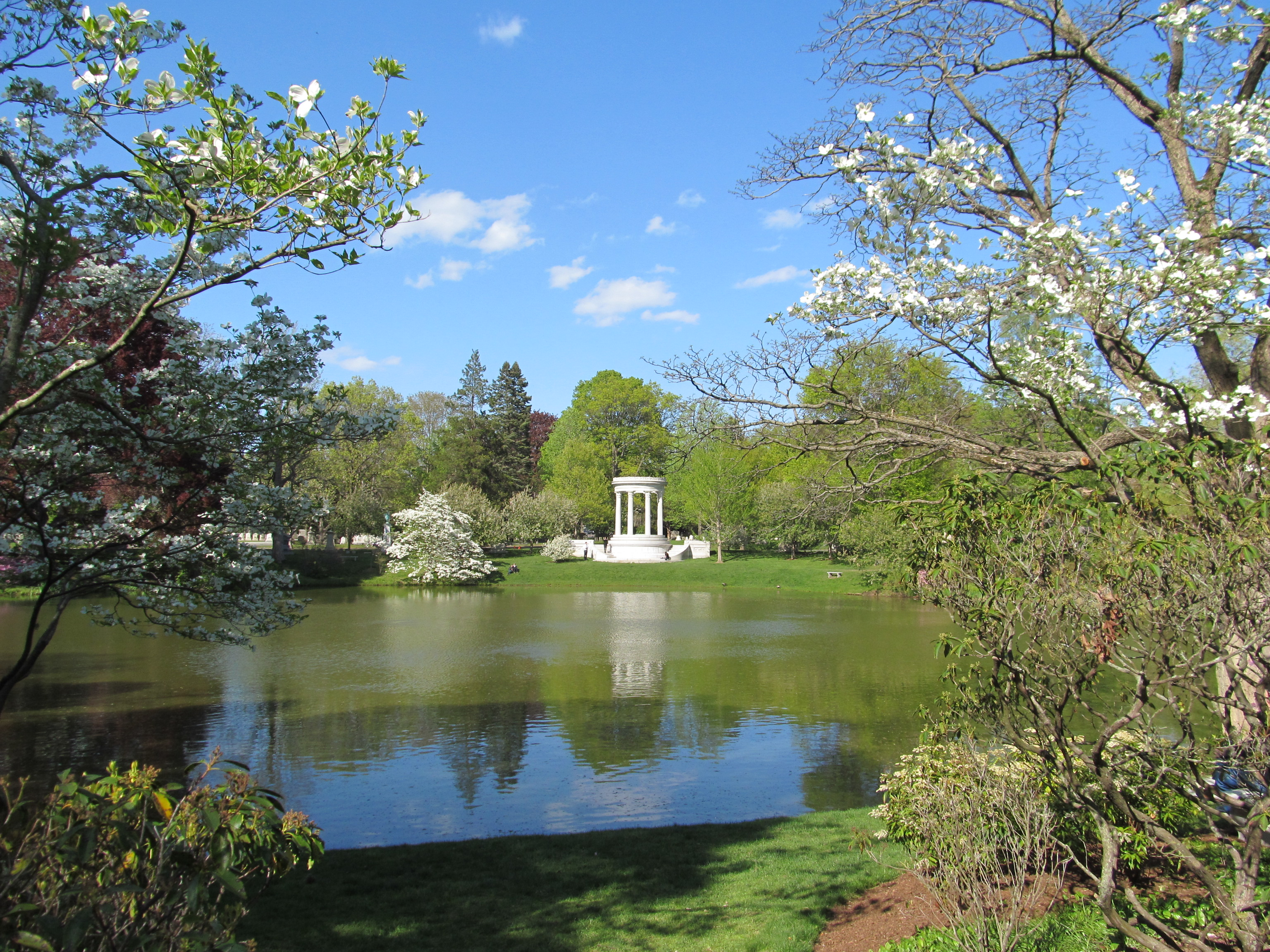
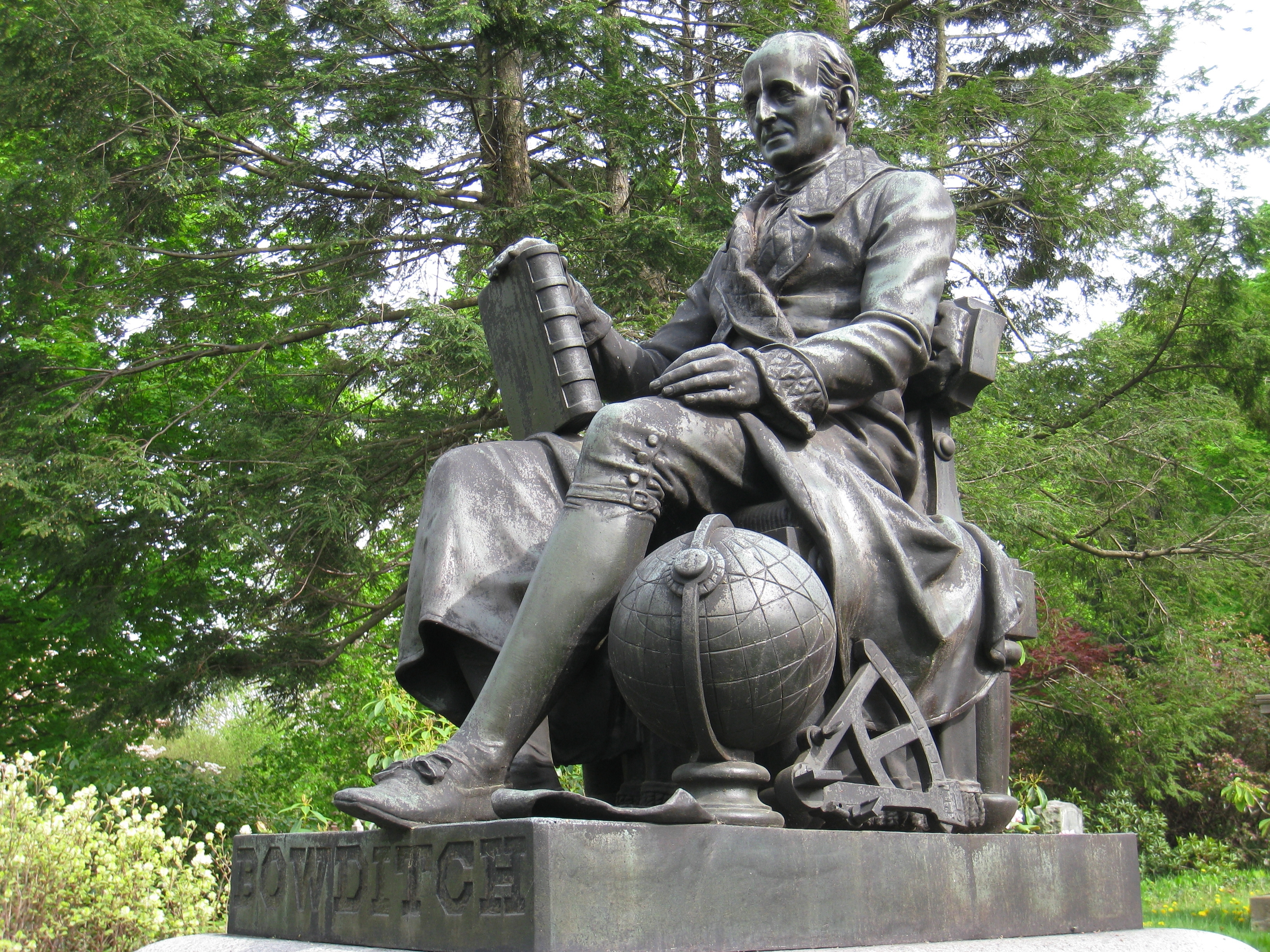
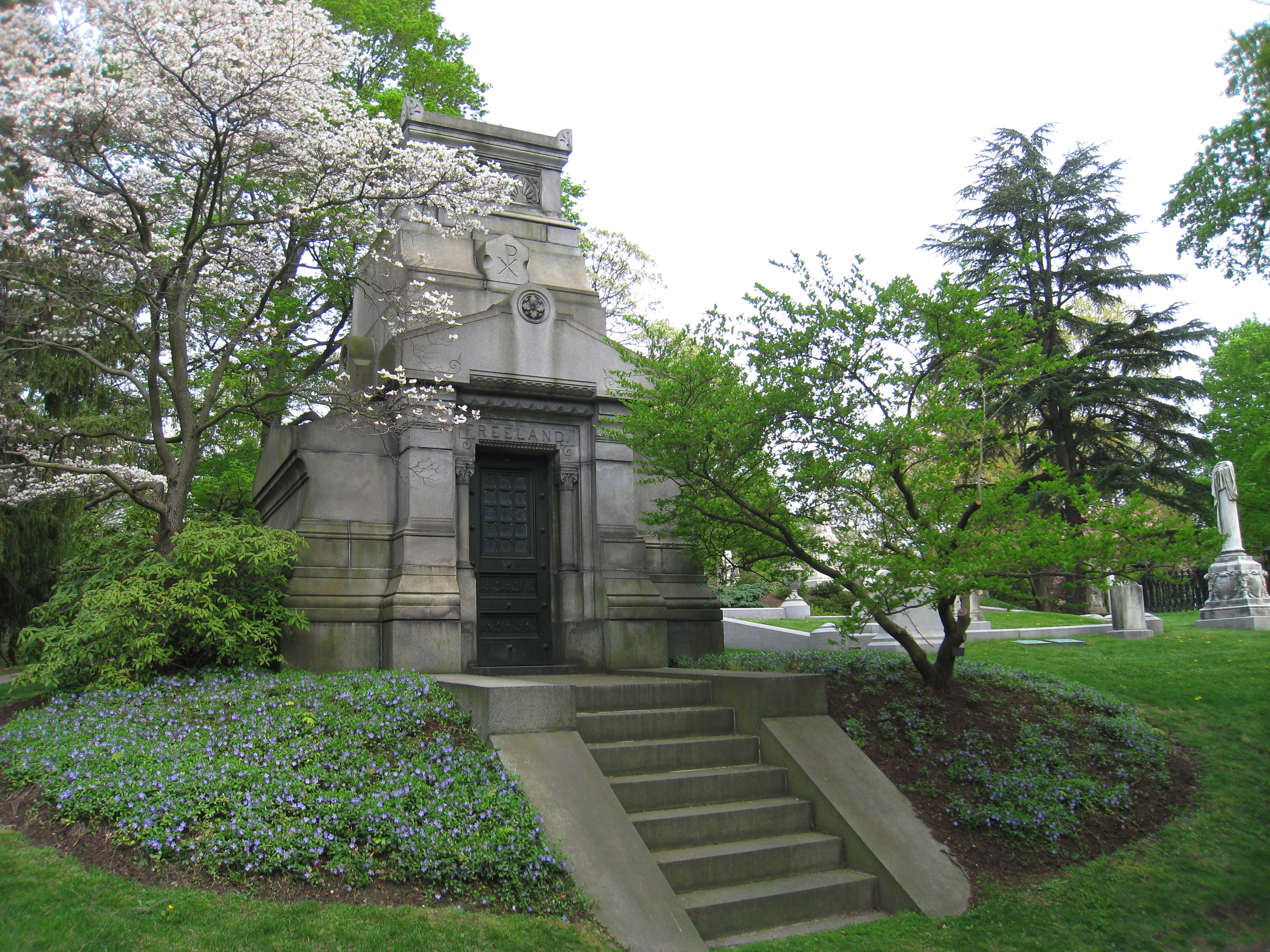
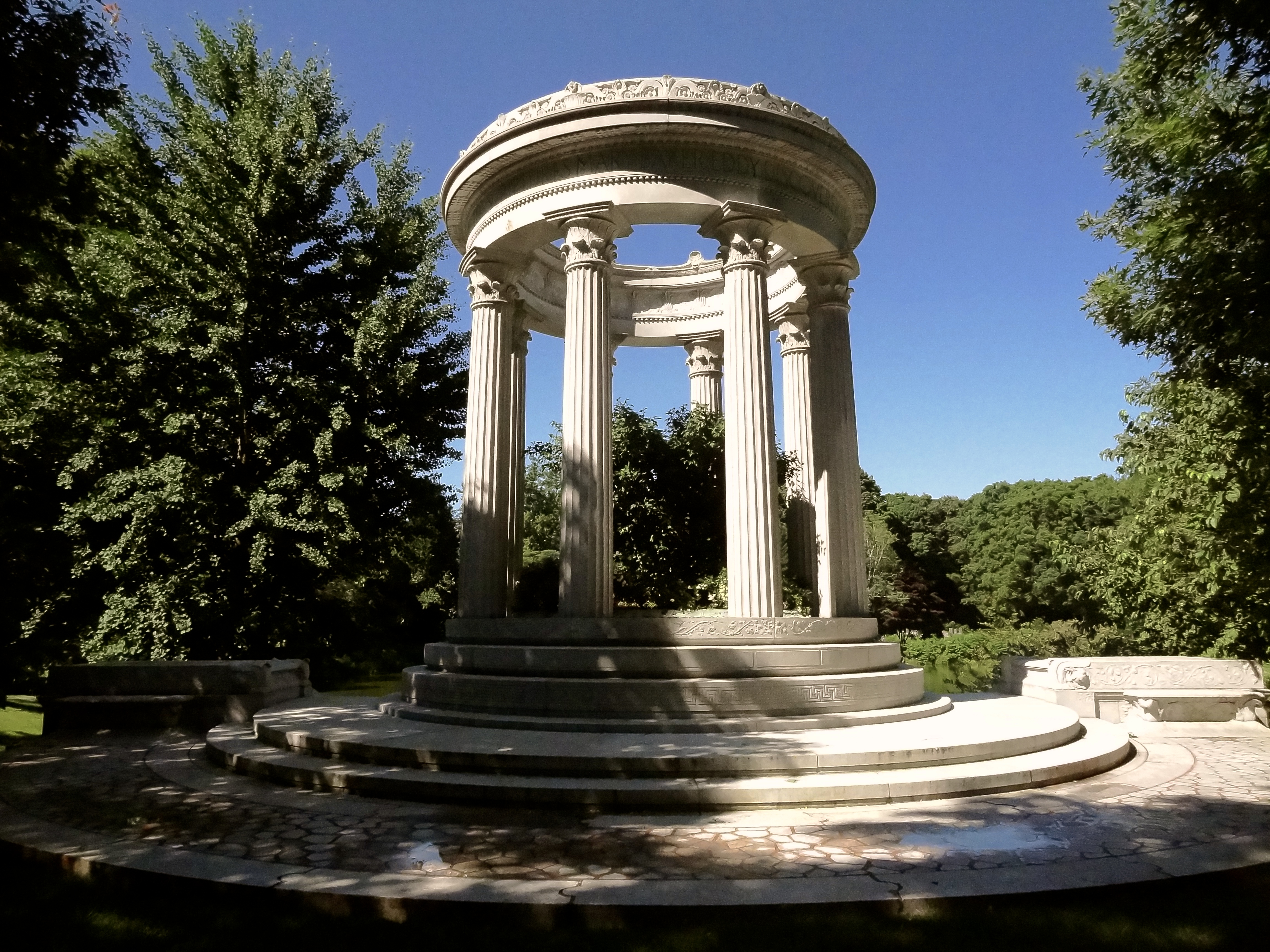
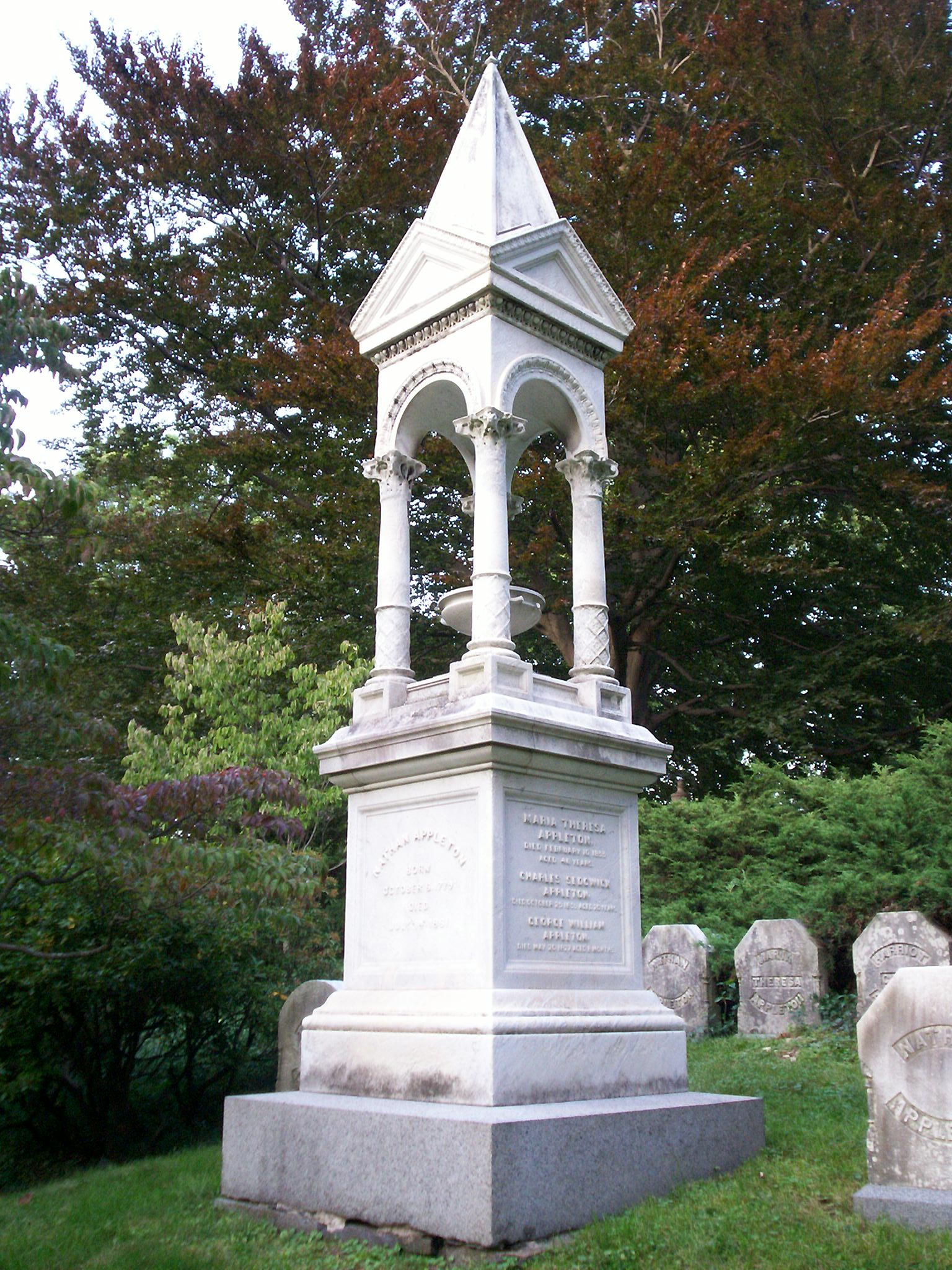
.
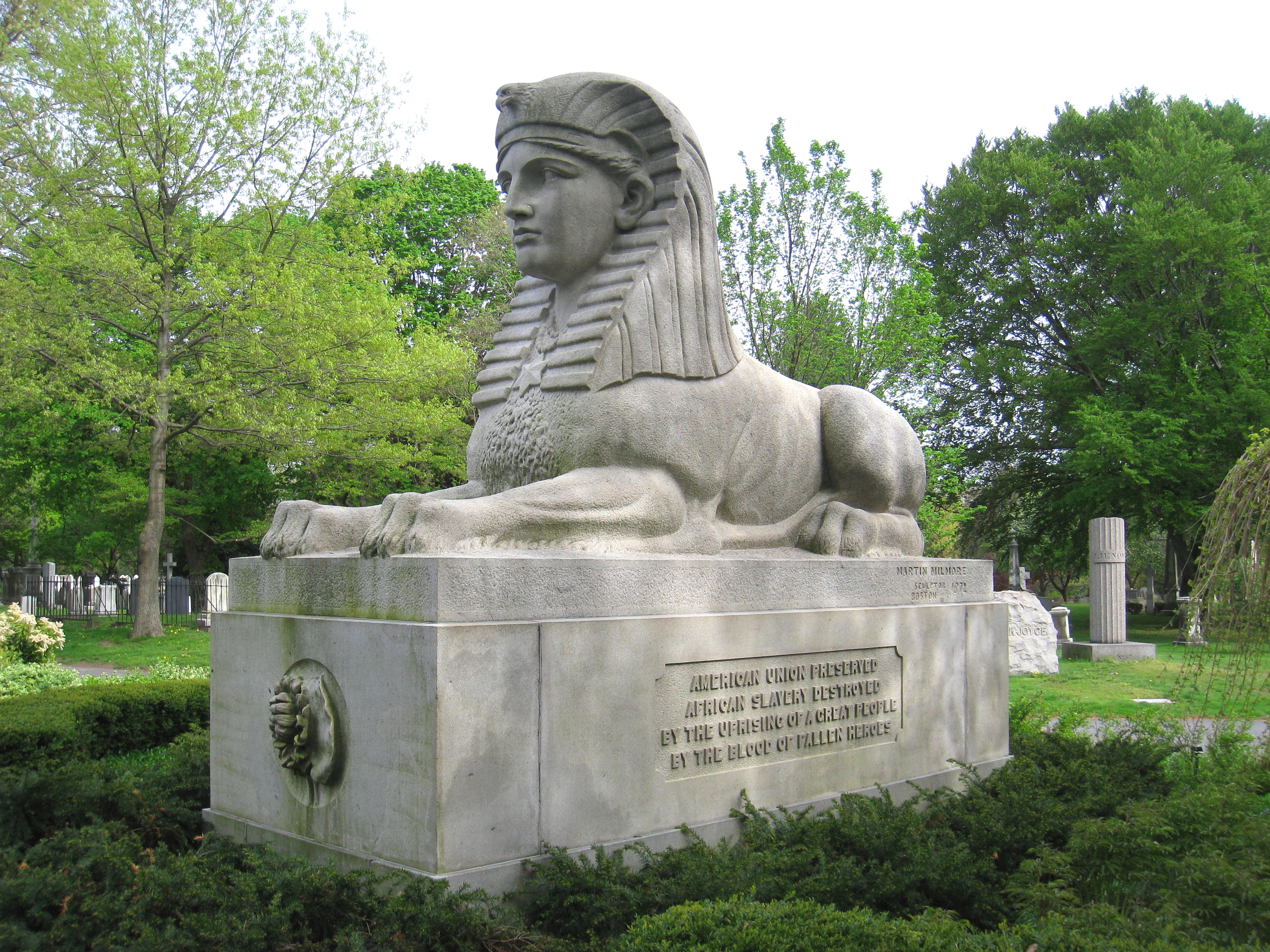
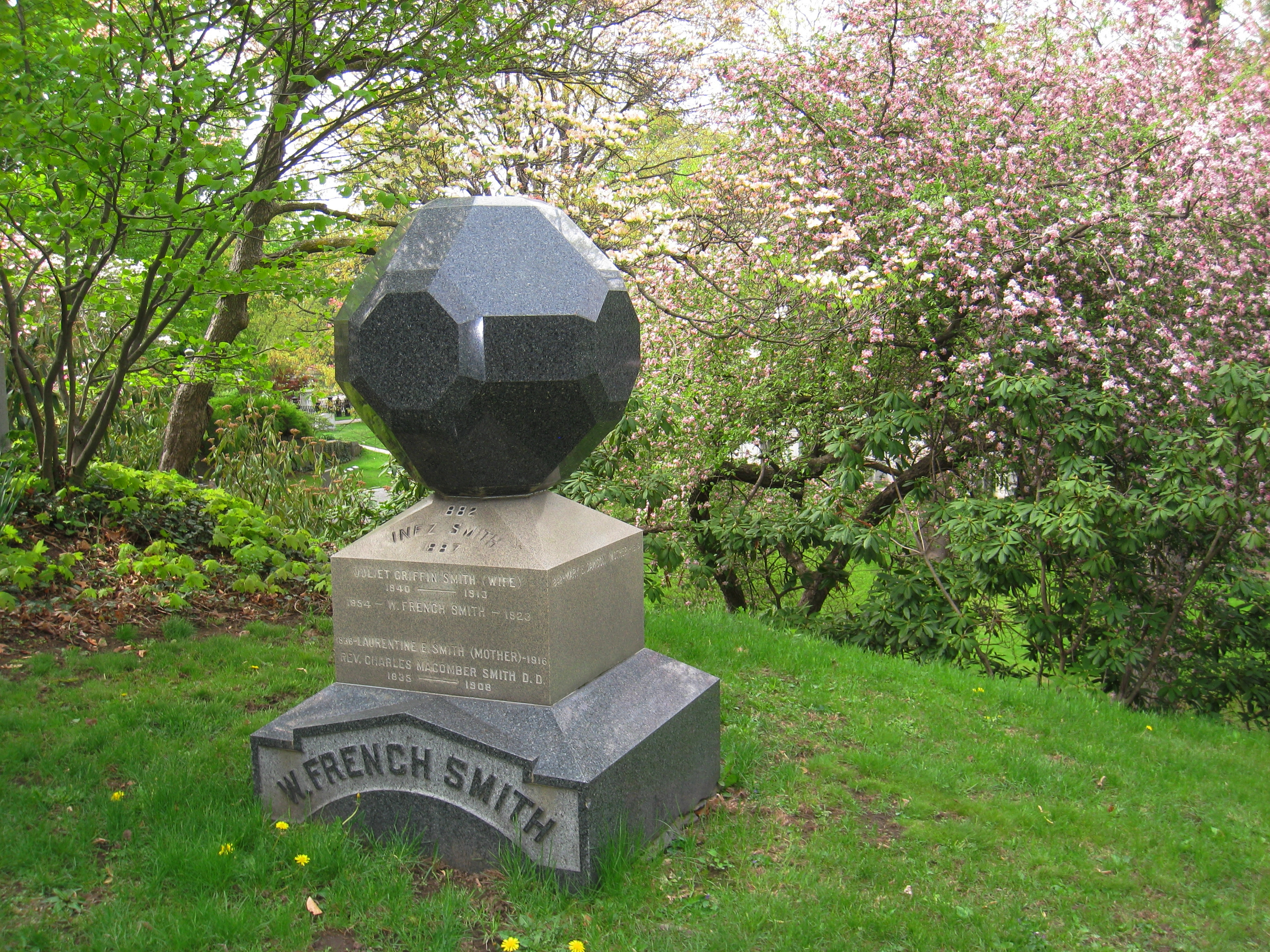
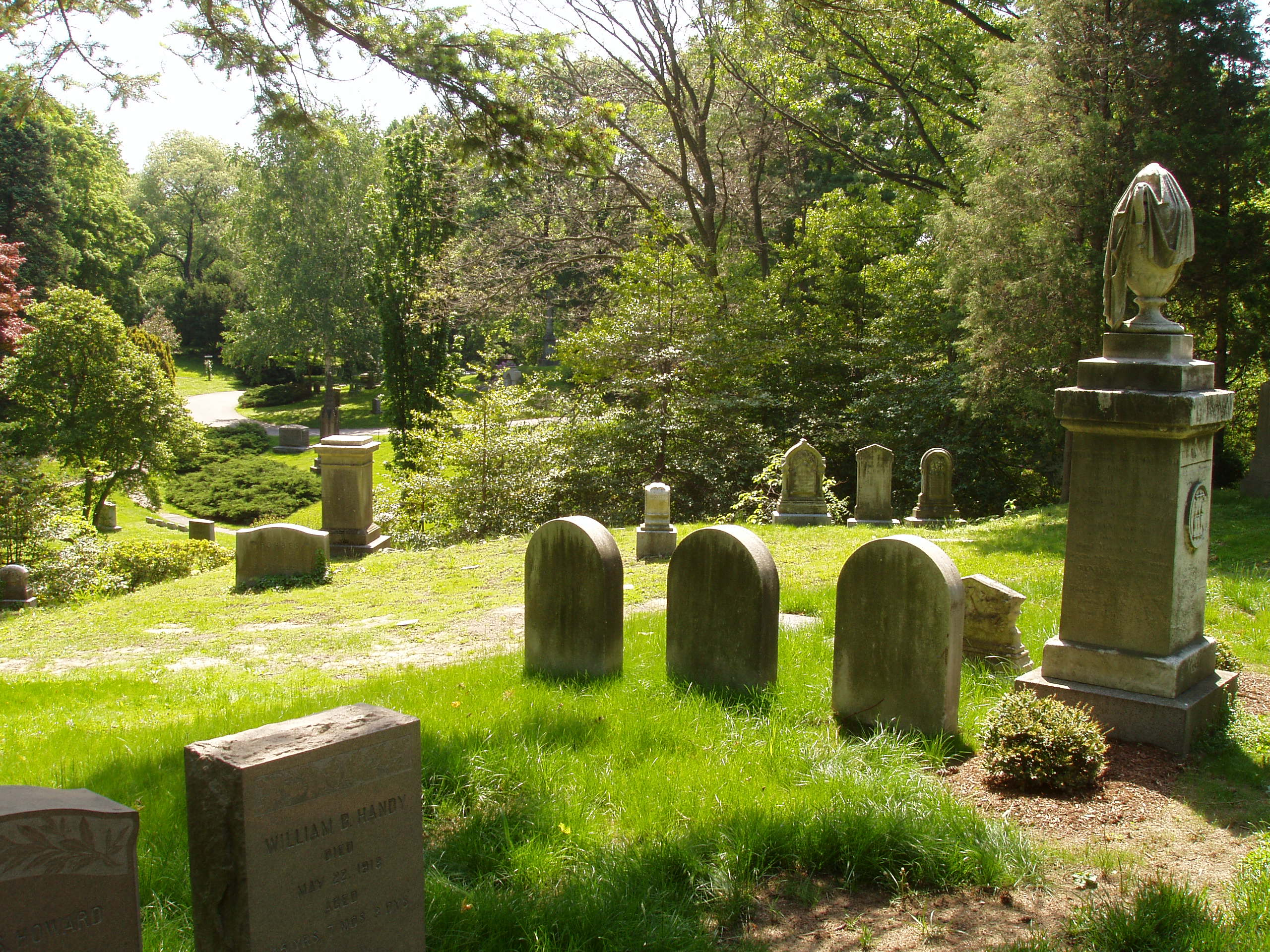
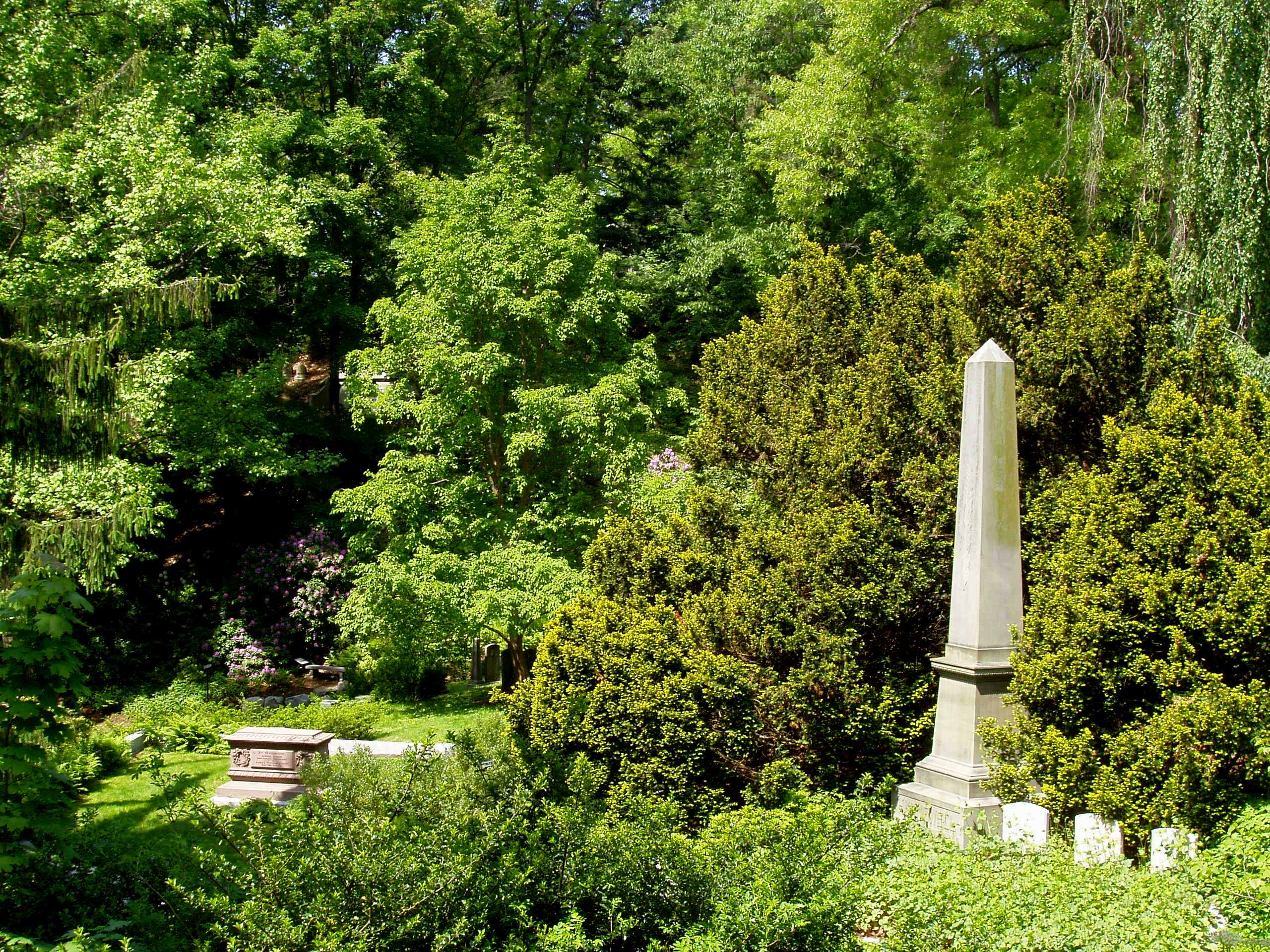
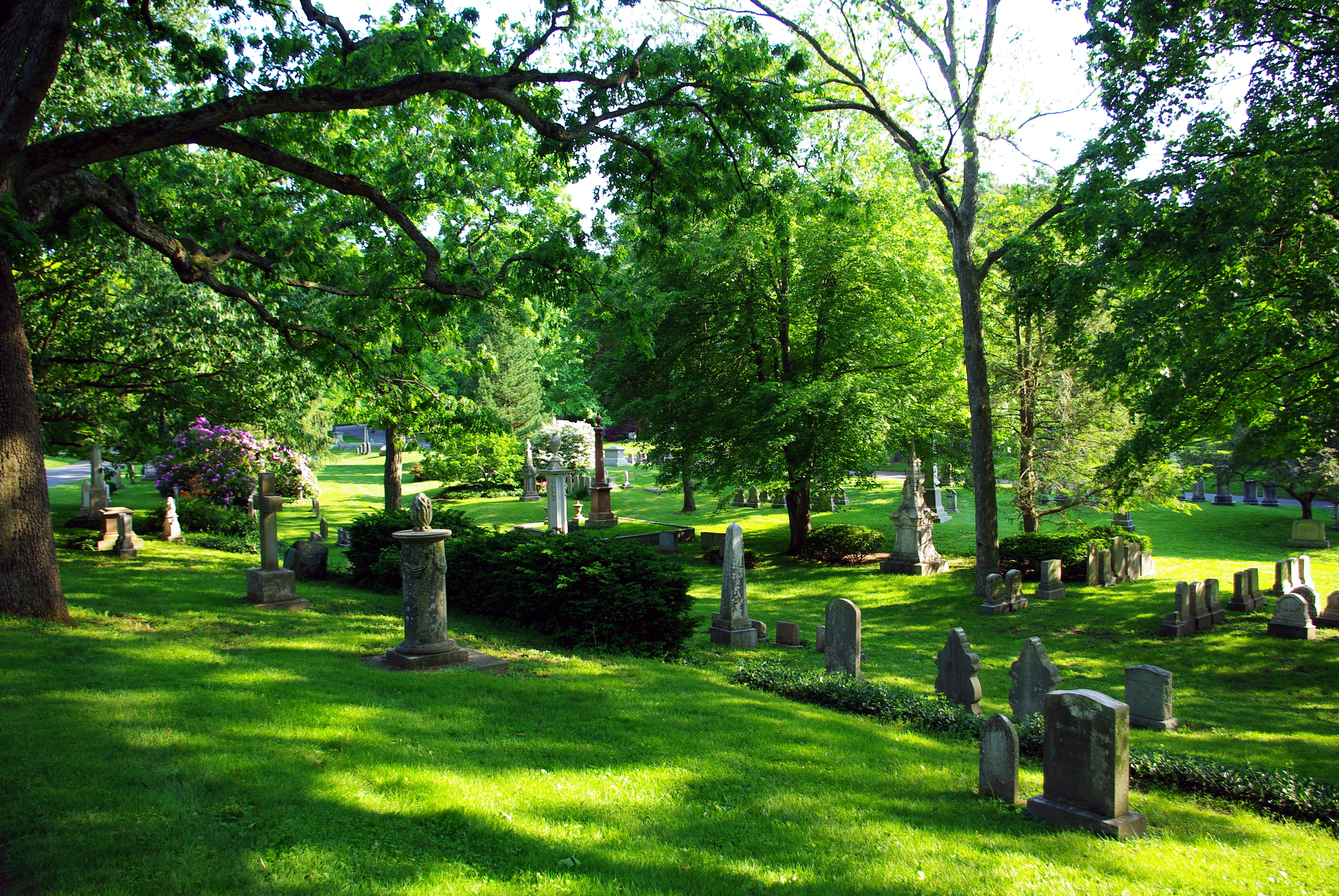
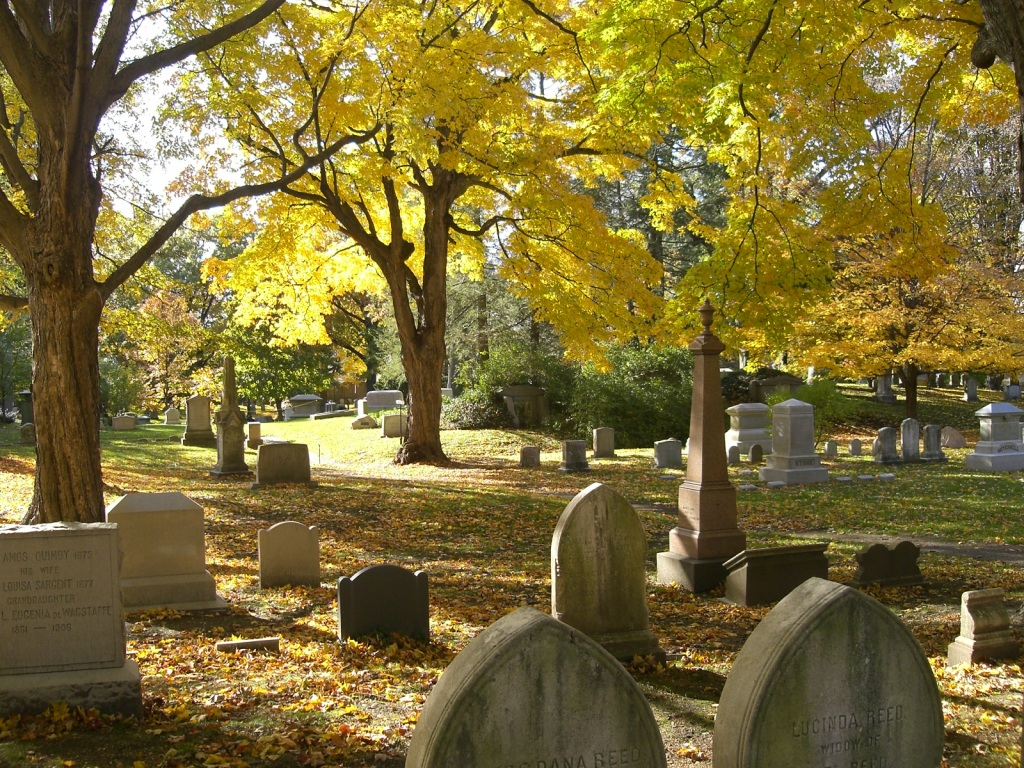
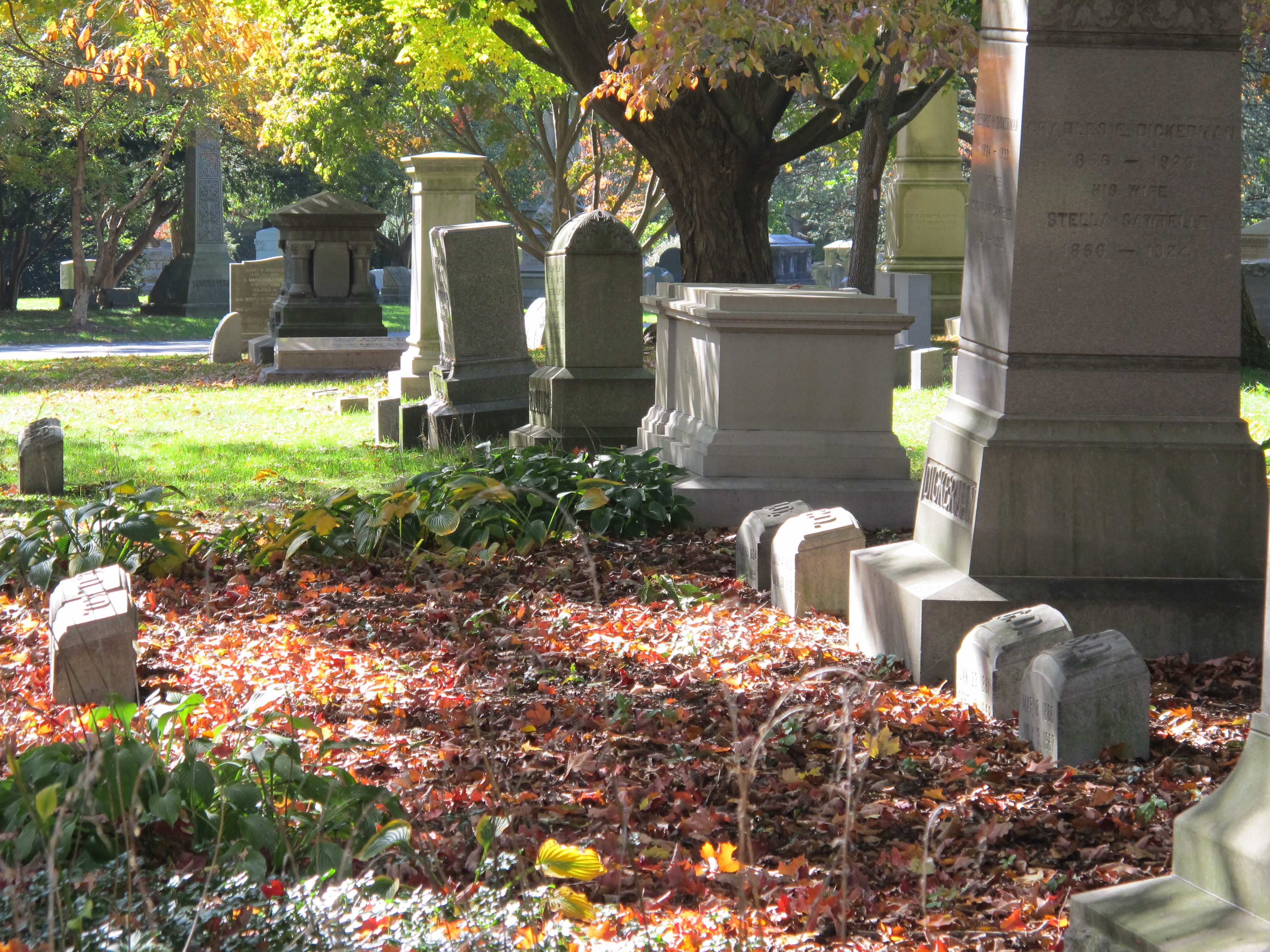